# Gheorghe Pop
Pour les articles homonymes, voir Pop.
Gheorghe Pop est un biathlète roumain, né le 9 novembre 1993 à Brașov. 

## Biographie
Il commence le biathlon à l'âge de sept ans au club CSS Dinamo Rasnov. Sa première compétition en équipe nationale a lieu aux Championnats du monde jeune en 2011.
Il fait ses débuts individuels en Coupe du monde en février 2015 à Canmore. Son meilleur résultat de sa carrière dans cette compétition est 55e en 2018 à Ruhpolding.
En 2015, il effectue sa meilleure compétition aux Championnats du monde de biathlon d'été à Cheile Gradistei, arrivant cinquième du sprint et prenant la médaille de bronze sur le relais mixte. Il est sélectionné pour ses premiers et seuls championnats du monde en 2017 à Hochfilzen.
Aux Jeux olympiques d'hiver de 2018, à Pyeongchang, il est 86e du sprint, 69e de l'individuel et 14e du relais. Il dispute ici sa dernière compétition majeure dans le sport.
Il a aussi couru en ski de fond, prenant part aux Championnats du monde des moins de 23 ans en 2016 à Rasnov.

## Palmarès

### Jeux olympiques d'hiver
| Épreuve / Édition                | Individuel | Sprint | Poursuite | Départ en masse | Relais | Relais mixte |
| Jeux olympiques 2018 Pyeongchang | 69e        | 86e    | -         | -               | 14e    | -            |

Légende :
- - : Non disputée par Pop

### Championnats du monde
| Épreuve / Édition        | Individuel | Sprint | Poursuite | Départ en masse | Relais | Relais mixte |
| Mondiaux 2017 Hochfilzen | 71e        | —      | —         | —               | 17e    | —            |

Légende :
- — : non disputée par Pop

### Championnats du monde de biathlon d'été
- Médaille de bronze en relais mixte en 2015.